# Charles-Gaspard-Guillaume de Vintimille du Luc
Charles-Gaspard-Guillaume de Vintimille du Luc (Le Luc, 15 novembre 1655 – Parigi, 13 marzo 1746) è stato un arcivescovo cattolico francese.

## Biografia
Charles-Gaspard-Guillaume de Vintimille du Luc era figlio secondogenito di François de Vintimille, signore di Luc, maresciallo di campo delle armate del re e primo console di Aix-en-Provence e Marsiglia, e della nobildonna Anne de Forbin.
Dopo l'ordinazione sacerdotale, il 31 maggio 1684 venne nominato vescovo di Marsiglia, ma venne consacrato solo il 25 marzo 1692. Il 10 febbraio 1708 venne nominato arcivescovo di Aix-en-Provence e fu durante il suo episcopato che scoppiò la virulenta pestilenza che devastò la città e tutta l'arcidiocesi. Il 10 maggio 1729 venne promosso alla sede arcivescovile di Parigi.
Per la sua fama di uomo di chiesa, ottenne il 3 giugno 1724 la croce di Commendatore dell'Ordine dello Spirito Santo da re Luigi XV di Francia e nel 1731 si fece realizzare un ritratto dal celebre pittore di corte Hyacinthe Rigaud dietro pagamento della considerevole somma di 3000 lire francesi. La tela (di dimensioni 1,57 m × 1,34 m), è conservata oggi presso la galleria d'arte dell'Università di Rochester.
Morì a Parigi il 13 marzo 1746 e la sua salma venne esposta e sepolta nella cattedrale di Notre-Dame.

## Genealogia episcopale e successione apostolica
La genealogia episcopale è:
- Vescovo Gerolamo Ragazzoni
- Cardinale François de La Rochefoucauld
- Arcivescovo Jean Jaubert de Barrault
- Arcivescovo François Adhémar de Monteil de Grignan
- Vescovo Jacques Adhémar de Monteil de Grignan
- Vescovo Louis de Thomassin
- Arcivescovo Charles-Gaspard-Guillaume de Vintimille du Luc

La successione apostolica è:
- Vescovo François de Valbelle de Tourves (1710)
- Arcivescovo Jacques de Forbin-Janson (1711)
- Vescovo Joseph de Maurel du Chaffaut (1714)
- Vescovo Joseph-Pierre de Castellane (1715)
- Vescovo Claude-Léonce-Octavien d'Antelmy (1727)
- Vescovo Jean-François de Macheco de Prémeaux (1727)
- Vescovo Michel de Verthamon de Chavagnac (1730)
- Vescovo Benjamin de L'Isle du Gast (1730)
- Vescovo Jean-Jacques Bouhier de Lantenay (1731)
- Vescovo Charles-François Le Févre de Laubriéres (1732)
- Vescovo François-André Roussel de Tilly (1732)
- Vescovo Jean-Chrétien de Macheco de Prémeaux (1732)
- Vescovo Gaspard de La Valette de Thomas (1732)
- Vescovo Martin Burke (1733)
- Arcivescovo François de Crussol d'Uzès (1735)
- Vescovo Bonaventure Bauyn (1737)
- Vescovo Louis-Bernard de La Taste, O.S.B. (1739)
- Vescovo Daniel-Bertrand de Langle (1739)
- Vescovo Martin du Bellay (1739)